# Ponta Grossa (gemeente)
Ponta Grossa is een gemeente en de vijfde stad van de Braziliaanse staat Paraná. De stad heeft volgens het Instituto Brasileiro de Geografia e Estatística 344.332 inwoners. Na Curitiba, is het de belangrijkste industriestad van Paraná.
De stad is de zetel van het rooms-katholieke bisdom Ponta Grossa.
Ten oosten van de stad ligt het Nationaal park Campos Gerais.

## Aangrenzende gemeenten
De gemeente grenst aan Campo Largo, Carambeí, Castro, Ipiranga, Palmeira, Teixeira Soares en Tibagi.

## Economie
In oktober 2013 werd in de plaats een DAF assemblagefabriek geopend. De fabriek heeft een oppervlakte van bijna 28.000 vierkante meter en staat op een terrein dat 230 hectare groot is. In de nieuwe fabriek worden vrachtwagens geassembleerd voor Brazilië en de Zuid-Amerikaanse markt. De fabriek heeft een investering gevergd van $ 320 miljoen.

## Verkeer en vervoer
De plaats ligt aan de wegen BR-373, BR-376, BR-487, PR-151 en PR-513.

## Galerij

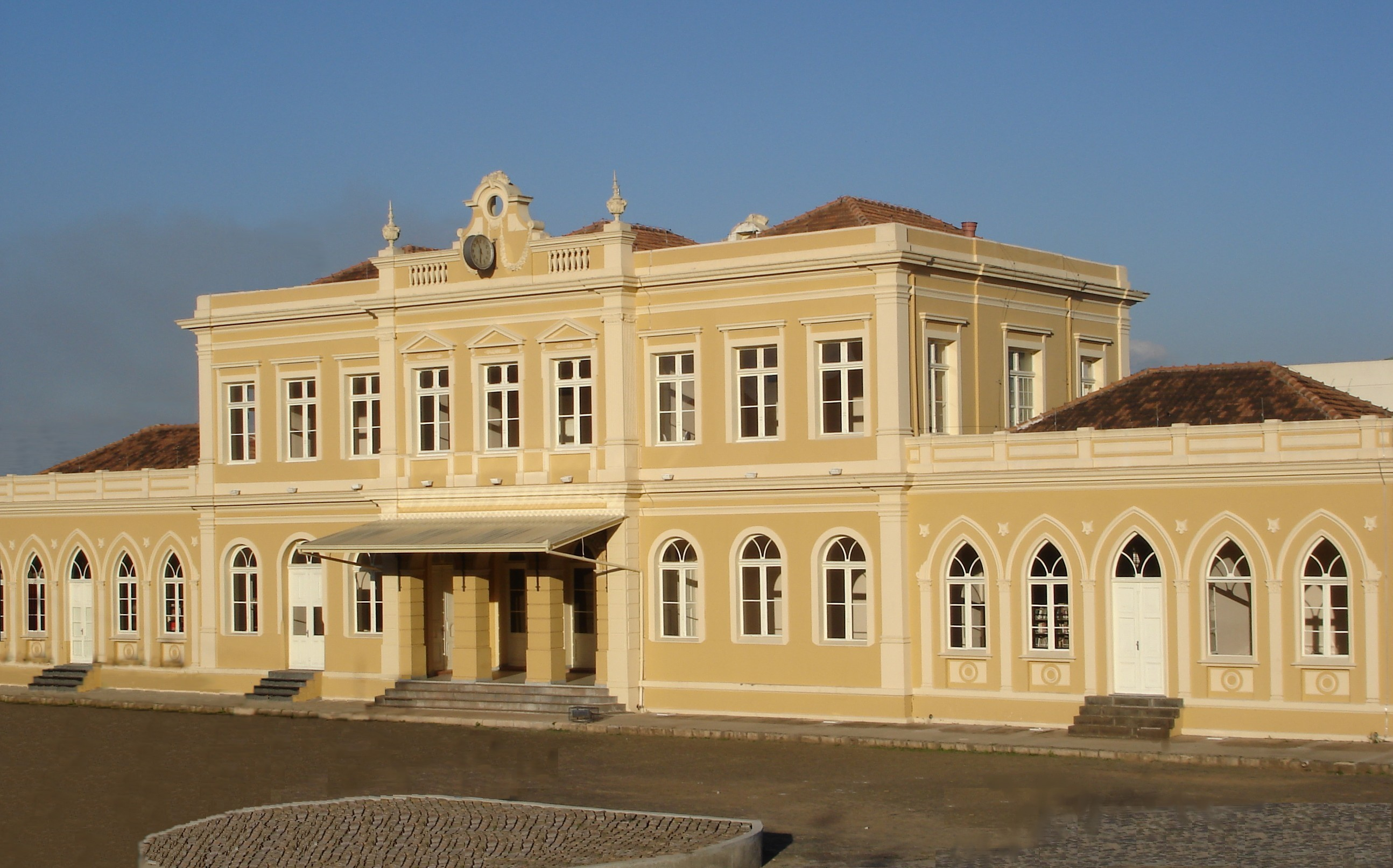
Treinstation (Estação Saudade)
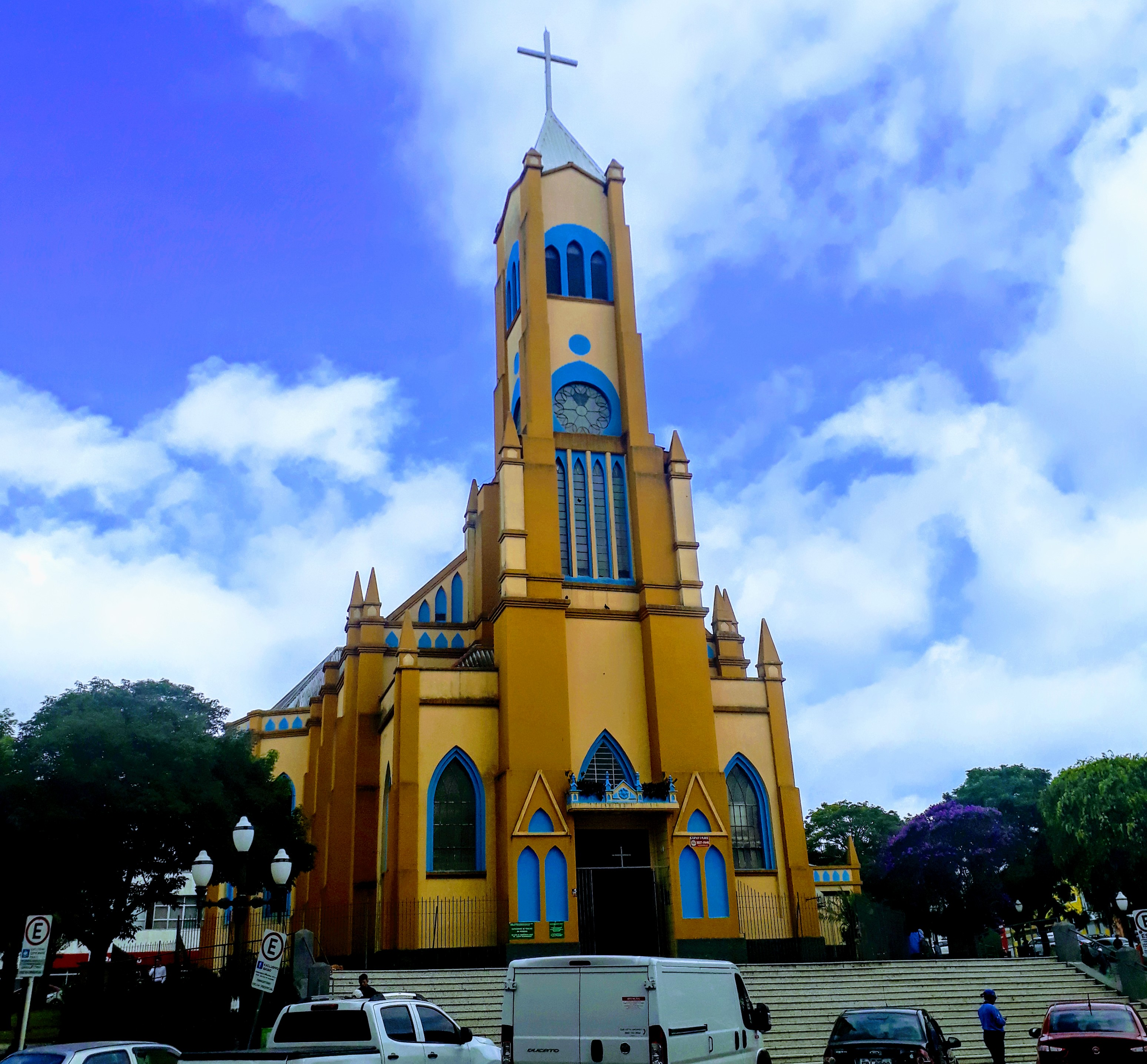
Katholieke kerk Sagrado Coração de Jesus van Ponta Grossa
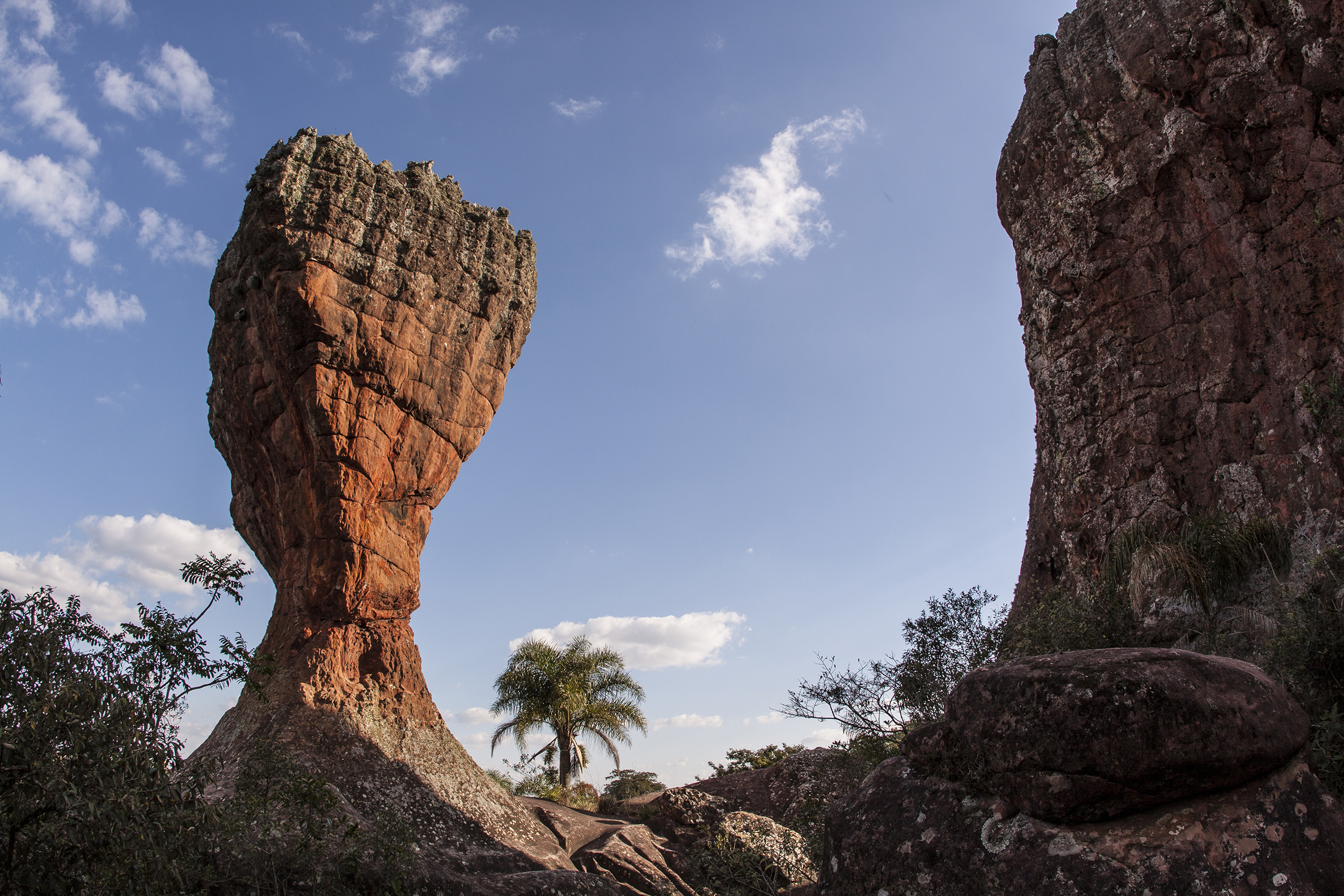
Staatspark Vila Velha